# Nagrada Milovan Gavazzi
Nagrada Milovan Gavazzi je nagrada za za izuzetna ostvarenja u promicanju etnološke struke. Dodjeljuje ju Hrvatsko etnološko društvo. Dodjeljuje godišnju nagradu i nagradu za životno djelo. Nosi ime Milovana Gavazzija.

## Godišnja nagrada
Godišnju nagradu može dodijeliti pojedincima i skupinama – muzejima, ustanovama i drugima pravnim osobama. U istoj kategoriji moguće je dodijeliti više godišnjih nagrada. Kategorije u kojima se dodjeljuje godišnja nagrada su:
- muzeološki rad (izložba ili stalni postav i drugi oblici muzeološkog rada)
- znanstveni i nastavni rad (pojedinačno znanstveno djelo u različitim medijima ili opus, koncipiranje i organiziranje znanstvenog skupa te udžbenik ili nastavni priručnik)
- zaštita kulturne baštine (restauracija/konzervacija/obnova građevinske cjeline, građevinskog objekta, predmeta, umijeća ili običaja)
- popularizacija struke (svaki javni stručni rad koji doprinosi ugledu etnologije i popularizira je, prvenstveno među ne-etnolozima)
- studentski rad (studentski rad koji ulazi u neku od gore navedenih kategorija)

Dobitniku godišnje nagrade dodjeljuje se novčana nagrada i povelja s naznakom naziva nagrade, godine i ostvarenja za koje se nagrađuje.

## Nagrada za životno djelo
Nagrada za za životno djelo dodjeluje se jednom istaknutim pojedincima za izuzetan i trajan doprinos promicanju etnološke struke kroz objavljena, izložena ili na drugi način prezentirana ostvarenja. Nagrade se dodjeljuje članovima HED-a koji su članovi barem jednu godinu. Iznimno nagradu Hrvatsko etnološko društvo smije dodijeliti nagradu i nečlanovima ako su svojim djelovanjem znatno pridonijeli promicanju etnološke struke u Republici Hrvatskoj. Dobitniku nagrade za životno djelo nagrade dodjeljuje se novčana nagrada i povelja HED-a s naznakom naziva nagrade i godine dodjele.

## Dobitnici Nagrade
Dobitnici Nagrade:
- 2003.[3]

- godišnja:

- znanstveno-nastavni rad: Nađa Maglica: Baranja se šareni, Naila Ceribašić: Hrvatsko, seljačko, starinsko i domaće: Povijest i etnografija javne prakse narodne glazbe u Hrvatskoj
- popularizacija struke: Damir Kremenić

- za životno djelo: -

- 2004.[4]

- godišnja:

- muzejska izložba: Olga Orlić: “Tkalci u Istri”
- restauratorsko-konzervatorski rad: Jelica Lela Roćenović: “Kraluš, pleteni kraluš”

- za životno djelo: Nerina Eckhel 

- 2005.[5]

- godišnja:

- znanstveno-nastavni rad: Tvrtko Zebec: Krčki tanci: plesno-etnološka studija

- za životno djelo: Jelka Radauš Ribarić

- 2006.[6]

- godišnja:

- znanstveno-nastavni rad: Nevena Škrbić Alempijević:  za projekt O Titu kao mitu: Proslava Dana mladosti u Kumrovcu
- zaštita kulturne baštine: Ana Mlinar, za projekt Zaštita građevinske cjeline mlinice na rijeci Gacki u naselju Sinac
- studentski rad: Krešimir Bermanec, Mario Katić i Tomislav Oroz za projekt Viški boj i društveno sjećanje

- za životno djelo: Aleksandra Muraj,  Vitomir Belaj

- 2007.[7]

- godišnja:

- znanstveni i nastavni rad: Jasna Čapo Žmegač za knjigu Strangers Either Way. The Lives of Croatian Refugees in Their New Home, Milana Černelić za knjigu Bunjevačke studije
- studentski rad: Matija Dronjić za projekt Tragovi praslavenske mitologije na području velebitskog Podgorja

- za životno djelo: -

- 2008.[8]

- godišnja:

- znanstveni i nastavni rad: Tihana Petrović Leš za projekt Lepoglavsko čipkarstvo

- za životno djelo: Zvonimir Toldi,  Zorica Vitez

- 2009.[9]

- godišnja:

- znanstveni i nastavni rad: Valentina Gulin Zrnić za projekt Kvartovska spika: Značenja grada i urbani lokalizmi u Novom Zagrebu, Milana Černelić, dr. sc. Marijeta Rajković Iveta, Tihana Rubić, za projekt Živjeti na Krivom Putu sv. II. i III.
- popularizacija struke:  Irena Miholić za projekt Hrvatska tradicijska glazba
- studentski rad: Silvije Habulinec, Marko Jandrić, Bojan Mucko, Danijela Pandža i Petra Srbljinović za rad na spomenici 50 godina Hrvatskoga etnološkog društva

- za životno djelo:  Maja Bošković Stulli

- 2010.[10]

- godišnja:

- znanstveni i nastavni rad: Grozdana Marošević za knjigu Glazba četiriju rijeka, Klementina Batina, Jelena Marković, Ivana Polonijo, Jakša Primorac i Luka Šešo za Zbornik za narodni život i običaje. Knjiga 55. Dokumentacijski pregled arhivskog gradiva Odsjeka za etnologiju Hrvatske akademije znanosti i umjetnosti
- zaštita kulturne baštine: Ana Mlinar, za obnovu čardaka obitelji Robić u Buševcu

- za životno djelo: -

- 2011.[11]

- godišnja:

- muzeološki rad: urednički tim Etnografskog muzeja Istre iz Pazina Lidija Nikočević, Tajana Ujčić, Tamara Nikolić Đerić i Mauricio Ferlin za katalog izložbe Valiže & deštini; za samu izložbu autorice su nagrađene godišnjom nagradom Hrvatskoga muzejskog društva 2009.

- za životno djelo: -

- 2012.[12]

- godišnja:

- znanstveni i nastavni rad: Jelena Marković za knjigu Pričanja o djetinjstvu. Život priča u svakodnevnoj komunikaciji, Ozrenu Biti za knjigu Nadzor nad tijelom. Vrhunski sport iz kulturološke perspektive

- za životno djelo: -

- 2013.[13]

- godišnja:

- studentski rad: Kristina Uzelac za rad Gdje se u Zagrebu smjestila Europa?

- za životno djelo: -

- 2014.[14]

- godišnja:

- znanstveni i nastavni rad: Lidija Nikočević za knjigu Zvončari i njihovi odjeci
- studentski rad: Iva Grubiša za rad Turistička priča Bačkog Monoštora. Razvoj i problemi monoštorskog ruralnog turizma

- za životno djelo: -

- 2015.[15]

- godišnja:

- muzeološki rad: Tanja Kocković Zaborski i Ivana Šarić Žic za izložbu Tržnica – trbuh grada, Agron Lešdedaj, Tamara Nikolić Đerić i Ivona Orlić za izložbu Filigran: srebrna nit od Kosova do Istre
- studentski rad: Iva Grubiša, Lucija Halužan, Katarina Lukec, Nina Lišnić, Kristina Malbašić, Filipu Razum, za sudjelovanje u projektu CreArt i objavu tekstova u Zborniku radova međunarodnog i interdisciplinarnog skupa Od državne umjetnosti do kreativnih industrija/ Transformacija rodnih, političkih i religijskih narativa te doprinos ugledu etnološke i kultrnoantropološke struke

- posebna priznanja: Valentina Gulin Zrnić i Sanja Potkonjak za predani urednički rad na časopisu Etnološka tribina, Katarina Bušić i Josip Forjan za stručni rad na području primijenjene etnologije te doprinos vidljivosti etnološke i kulturnoantropološke struke u Hrvatskoj i inozemstvu za projekt Ministarstva kulture Republike Hrvatske Rekonstrukcija i obnova tradicijske kulturne baštine na području Cvelferije, Uredništvo emisija pučke i predajne kulture, Produkcijskoga odjela Kultura, Hrvatske radiotelevizije, za popularizaciju i vidljivost etnološke i kulturnoantropološke struke u medijima povodom 50. obljetnice djelovanja
- za životno djelo: Miroslava Hadžihusejnović – Valašek, Jana Mihalić

- 2016.[16]

- godišnja:

- znanstveni i nastavni rad: Reana Senjković za znanstvenu monografiju Svaki dan pobjeda: kultura omladinskih radnih akcija
- zaštita kulturne baštine: Mojca Piškor i Joško Ćaleta za projekt Harmonija disonance
- studentski rad: Tomislav Augustinčić, Marin Mihalj, Gorana Ražnatović i Nikolina Vuković za terenska istraživanja Šokaca u Bačkoj, rezultate kojih su predstavili znanstvenom kolokviju te oblikovane rezultate objavili u časopisu Godišnjak Zavoda za kulturu vojvođanskih Hrvata u Subotici za 2016. godinu.

- posebno priznanje: Marijana Belaj za svesrdni voditeljski angažman, rad i koordinaciju u provedbi projekta Odsjeka za etnologiju i kulturnu antropologiju u okviru projekta Filozofskoga fakulteta pod nazivom Usklađivanje studijskih programa u području društvenih i humanističkih znanosti s potrebama tržišta rada te postignute rezultate značajne za struku i obrazovanje u području etnologije i kulturne antropologije.
- za životno djelo: Dragica Šuvak, Milana Černelić

- 2017.

- godišnja:
- za životno djelo: